# Pankaj Tripathi
Pankaj Tripathi (Belsand, 5 settembre 1976) è un attore indiano.

## Filmografia parziale

### Cinema
- Run, regia di Jeeva (2004)
- Omkara, regia di Vishal Bhardwaj (2006)
- Fukrey, regia di Mrighdeep Singh Lamba (2013)
- Tra la terra e il cielo (Masaan), regia di Neeraj Ghaywan (2015)
- Nil Battey Sannata, regia di Ashwiny Iyer Tiwari (2015)
- Dilwale, regia di Rohit Shetty (2015)
- Mango Dreams, regia di John Upchurch (2016)
- Bareilly Ki Barfi, regia di Ashwiny Iyer Tiwari (2017)
- Newton, regia di Amit V. Masurkar (2017)
- Fukrey Returns, regia di Mrighdeep Singh Lamba (2017)
- Stree, regia di Amar Kaushik (2018)
- Gunjan Saxena: The Kargil Girl, regia di Sharan Sharma (2020)
- Romeo, regia di Ali Khan (2020)

### Televisione
- Powder (2010)
- Sarojini - Ek Nayi Pehal (2015-2016)
- Sacred Games (2018-2019)
- Mirzapur (2018-in corso) - Serie Web
- Criminal Justice (2019)
- Criminal Justice: Behind Closed Doors (2020)

## Premi
- Screen Awards
  - 2019: "Best Supporting Actor"
- Dada Saheb Phalke Film Festival
  - 2017: "Best Supporting Actor"
- Cape Town & Winelands International Film Festival
  - 2017: "Best Actor"